# Castelo de Wemyss

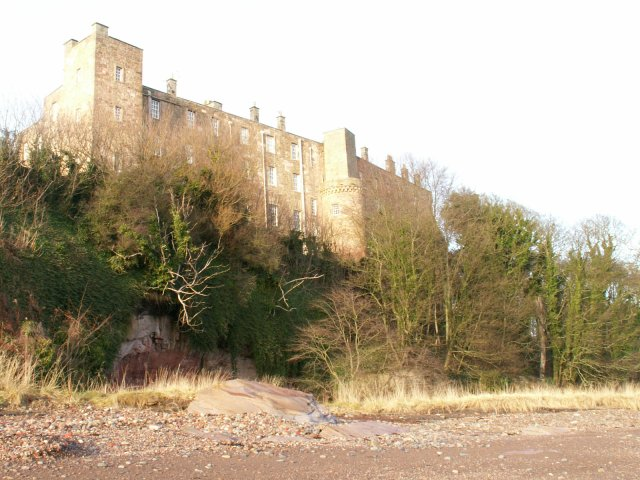
Castelo de Wemyss, Escócia.

O Castelo de Wemyss (em inglês:  Wemyss Castle) é um castelo localizado em Wemyss, Fife, Escócia.

## História
O oeste da vila de Wemyss sempre esteve associado à família Wemyss desde o século XII, mas o castelo inicial foi destruído por Eduardo I. Foi aqui que a Rainha Maria Stuart conheceu o seu futuro marido Henrique Stuart, Lorde Darnley em fevereiro de 1565.
Encontra-se classificado na categoria "A" do "listed building" desde 11 de dezembro de 1972.